# Ленінський (Яшкинський округ)
Ле́нінський (рос. Ленинский) — селище у складі Яшкинського округу Кемеровської області, Росія.

## Населення
Населення — 706 осіб (2010; 759 у 2002).
Національний склад (станом на 2002 рік):
- росіяни — 95 %